# Podmornice klase 212 A
Podmornice klase 212 A najmodernije su podmornice njemačke mornarice i talijanske Marine Militare (klasa Todaro). To su prvi brodovi neovisni o zraku na svijetu čiji se pogonski sustav za ronjenje temelji na gorivim ćelijama. Zbog ovakvog pogonskog sustava podmornice se, zajedno s onima iz izvozne klase 214, smatraju najtišima na svijetu. 6 čamaca klase jedine su podmornice u njemačkoj mornarici otkako su posljednje podmornice klase 206 A rashodovane u ožujku 2011.

## Povijest

### Njemačka

#### Planiranje i građenje
Taktički i operativni zahtjev za podmornicama neovisnim o vanjskom zraku već je bio prisutan u mornarici, ali nije uspio biti implementiran zbog tehničkih problema. Nakon Drugog svjetskog rata nuklearni pogon prevladao je kao tehničko rješenje u nekim mornaricama. Njemačka je do 1980. Protokolom br. III o kontroli naoružanja WEU,ugovorom u području razvoja ratnih brodova bila ograničena.
Klasu 212 razvio je konzorcij ( ARGE U 212), njemačke tvrtke Howaldtswerke-Deutsche Werft Kiel (HDW) i Nordseewerke Emden (NSWE). Početkom 1980-ih, konzorcij sastavljen od HDW-a, Ferrostaala i IKL-a proveo je testove pogona neovisnog o zraku s gorivnim ćelijama; prvi HDW kopneni testni pogon sa 104 kW osnovana je u Kielu 1983. Godine 1986. na podmornici U1 instaliran je ispitni uređaj s istim performansama te testiran od 1988.  
Iste se godine njemačka mornarica obvezala instalirati norveški integrirani računalni sustav zapovijedanja na svoju novu podmornicu klase 211 u sklopu suradnje s Norveškom. U proljeće 1987. ova klasa je otkazana i otuda planovi za nasljednu klasu 212, za koji su taktički zahtjevi utvrđeni u prosincu 1987.. U svibnju 1994. godine utvrđen je Vojno-ekonomsko-tehnički uvjet (MWTF), a ugovor o gradnji četiri podmornice klase U212 je potpisan 6 srpnja 1994. između Saveznog ureda za obrambenu tehnologiju i nabavu i ARGE U212. Nakon što se Italija pridružila programu 1996., dizajn je revidiran kako bi zadovoljio talijanske zahtjeve, a klasa je promijenjena u 212 preimenovan u A. Brod klase 212 (bez A) nikada nije postojao. Promjene u dizajnu prvenstveno se odnose na veću dubinu ronjenja.

Početak proizvodnje tipskog čamca započeo je 01. srpnja 1998. kada je bivši savezni ministar obrane Volker Rühe uključio stroj za zavarivanje okvira. U31 je kršten 20.ožujka 2002. i nakon opsežnih testova u luci, krenula je 7.travnja 2003. prva faza ispitivanja u zapadnom Baltičkom moru. Ispitivanje duboke vode uslijedilo je od kraja srpnja 2003. To je uglavnom provedeno u Skagerraku i uključivalo je akustiku, sonar i sustav za upravljanje vatrom.
Testiranje kod njemačke mornarice počelo je u ožujku 2004.  Razvoj klase koštao je Njemačku oko 150 milijuna eura, izgradnja četiri broda za njemačku mornaricu dobrih 400 svaki milijuna Euro.
Kako bi se izmjerili magnetski potpisi novih, većih brodova i tako osiguralo njihovo teže magnetsko ponašanje na magnetske morske mine, od 2001. do studenog 2005. u Borgstedter Engeu za oko 40,6 milijuna eura izgrađen je novi simulator geomagnetskog polja. 
25. travnja 2006. U32 predstavio je novi rekord za nenuklearne podmornice s dva tjedna neprekidnog ronjenja. To se dogodilo tijekom transfera iz Eckernfördea u Rotu u Španjolskoj. 
U veljači 2017. najavljena je suradnja s Norveškom. Nakon toga obje zemlje zajedno nabavljaju šest na klasu U212 baziranih podmornica, od kojih su dvije namijenjene njemačkoj mornarici.  

## Tehnologija

### Trup
Trup je oblikovan s cilindričnom središnjom lađom i stoga je dizajniran za velike podvodne brzine. U svom organskom obliku, toranj više podsjeća na sovjetske dizajne nego na druge zapadnjačke dizajne. Prednja kormila su postavljena na toranj. To smanjuje buku protoka trupa, što poboljšava uvjete sonara. Krmena kormila postavljena su dijagonalno (kao X-kormila ); ovo ima niz prednosti, kao što je manji ukupni otpor vode, niža minimalna dubina vode prilikom ronjenja i smanjeni rizik od oštećenja kormila blizu dna.
Tip ima, kao i starija klasa 206, preko vanjske ljusk nemagnetizirajući čelik. To otežava otkrivanje podmornice elektromagnetskim detektorima, a također pruža veću sigurnost u miniranim morskim područjima. Kako bi ga bilo teže locirati, brod je obložen posebnom plastikom.
Uz konvencionalni sustav koji se sastoji od olovno-kiselinskog akumulatora ( ćelije EnerSys iz tvornice EnerSys-Hawker u Hagenu ) i dizel generatora (motor: MTU 16V396, generator: Piller, 1050 kW) instalirane su HDW gorive ćelije. Devet modula gorivih ćelija s polimernom elektrolitnom membranom hlađenih vodom proizvodi Siemens i imaju zajedničku snagu od 306 kW. Napajaju se tekućim kisikom iz tlačnih spremnika i vodikom iz spremnika metalnog hidrida ; jedini otpadni proizvod je kemijski čista voda, koja se koristi kao tehnička voda. Dva cilindrična spremnika kisika i cjevasto skladište vodika smješteni su izvan tlačnog trupa. Voda za hlađenje iz gorivih ćelija koristi se za isparavanje tekućeg kisika i izbacivanje vodika iz metalnih hidrida.
Dizel generator je montiran u dvostrukom razvodu na "plutajuću palubu" kako bi emitirao što manje buke u trup i iznad njega u vodu. Pogonski sustav omogućuje vožnju s olovnim baterijama ili (na površini ili ronjenje) samo s dizel generatorom. Gorivna ćelija uvijek djeluje samo na baterije. U budućnosti će klasa 212 A dobiti novi tip sustava litij-ionskih baterija posebno razvijenih za podmornice. Litijske baterije pune se brže i snažnije su.
Brod u svakom načinu vožnje pokreće Siemens 1FR6134 sinkroni motor s pobudom od trajnog magneta (“Permasyn”), koji je montiran izravno na osovinu propelera i proizveden je u Berlinu te je kompaktniji i lakši od konvencionalnih podmorničkih DC strojeva. Novim tipom motora upravljaju pretvarači frekvencije, koji su raspoređeni u obliku klinastih modula unutar zvonastog rotora motora radi uštede prostora. Također se može kontinuirano regulirati kroz sve raspone brzine bez prekidanja i vršnih napona, proizvodi niske elektromagnetske emisije i malo otpadne topline. Aktivno poništavanje buke smanjuje niskofrekventnu buku. Budući da motor isporučuje više okretnog momenta pri niskim okretajima od konvencionalnih strojeva, omogućuje korištenje posebno velikog i učinkovitog propelera. Kaže se da srpasti propeler sa sedam krakova uzrokuje posebno nisku buku pri vožnji. Kao što je uobičajeno s trenutnim dizajnom propelera podmornica, njegov se oblik drži u tajnosti; na fotografijama je propeler ili pokriven ili je ugrađen rezervni propeler.

### Naoružanje
Glavno oružje čamca su standardna torpeda kalibra 533 mm. Oni se ispaljuju iz šest torpednih cijevi, koje, za razliku od ranijih brodova, ne koriste odvodne, već cijevi za izbacivanje. Torpedo se ne lansira u cijevi, već se izbacuje iz cijevi vodom pod pritiskom i kreće tek kratko vrijeme kasnije. To sprječava lociranje čamca kada se puca iz oružja. Torpedne cijevi su, što je neobično, raspoređene asimetrično zbog prostora; četiri cijevi su raspoređene lijevo, a dvije desno od središnje crte.
Može se nositi ukupno 13  teških torpeda tipa DM2A4 Hake. Nakon pogotka, torpedo se vodi preko optičkog valovoda (staklena vlakna) i napaja srebrno-cinkove baterije preko elektromotora. Alternativno, mogu se nositi do 24 cijevne mine; svake dvije mine zamjenjuju torpedo. Dakle, to je klasa 212 prva njemačka poslijeratna klasa čije su cijevi dvostreljke po NATO kriterijima.
Kao protumjera torpeda, sustav za izbacivanje mamaca je TAU 2000 (protutorpedne podmornice) ugrađeno. Četiri kontejnera za izbacivanje, svaki s deset mamaca, nalaze se ispred tornja u gornjem dijelu brodu, tj. izvan tlačnog trupa. 
Talijanske podmornice koriste torpedo A 184 kao glavno naoružanje.
Nekoliko sonarnih sustava instalirano je kao glavni senzori (cilindarska baza, bočna baza, tegljeni sonar, pasivni sonar za određivanje udaljenosti, sonar za presretanje signala neprijateljskih sonara, navigacijski sonar). Sustav je proizveden od strane proizvođača Atlas Elektronik kao CSU 90, od strane njemačke vojske kao DBQS-40FTC. Instalirani optički sustavi su periskopi tvrtke Cassidian Optronics (bivši Carl Zeiss Optronics); promatrački periskop SERO 14 opremljen je termovizijskom kamerom, GPS antenom i antenom za elektroničke mjere potpore, napadni nišan SERO 15 s laserskim daljinomjerom, oba s optičkim daljinomjerima. Za razliku od prethodnih čamaca, optička oprema je prikladna i za noćno izviđanje kopnenih ciljeva. Svi senzori i oružani sustavi broda povezani su integriranim računalnim sustavom MSI-90U Mk1+ norveškog proizvođača Kongsberg. Interno u Bundeswehru, to se zove FüWES (sustav zapovijedanja i raspoređivanja oružja). Upravlja se preko 20 ekrana u boji.

## Izgrađena plovila
Njemačka
Brodovi klase 212 A njemačke mornarice nabavljeni su u dvije serije po četiri ili dva primjerka.

Italija (Klasa Todaro)
Brodovi klase 212 A Marine Militare nabavljeni su u tri serije po dva primjerka.  U planu je i četvrta serija.
| Oznaka | Ime              | Količina | Polaganje          | Plovidba            |
| ------ | ---------------- | -------- | ------------------ | ------------------- |
| S526   | Salvatore Todaro | 1.       | 0 3. srpnja 1999   | 0 6. studenoga 2003 |
| S527   | Scire            | 1.       | 27 srpnja 2000     | 18 prosinca 2004    |
| S528   | Pietro Venuti    | 2.       | 0 9. prosinca 2009 | 0 9. listopada 2014 |
| S529   | Romeo Romei      | 2.       |                    | 0 4. srpnja 2015    |

## Vanjske poveznice
- Podmornica klase 212 A na web stranici Bundeswehra